# Taylorismo

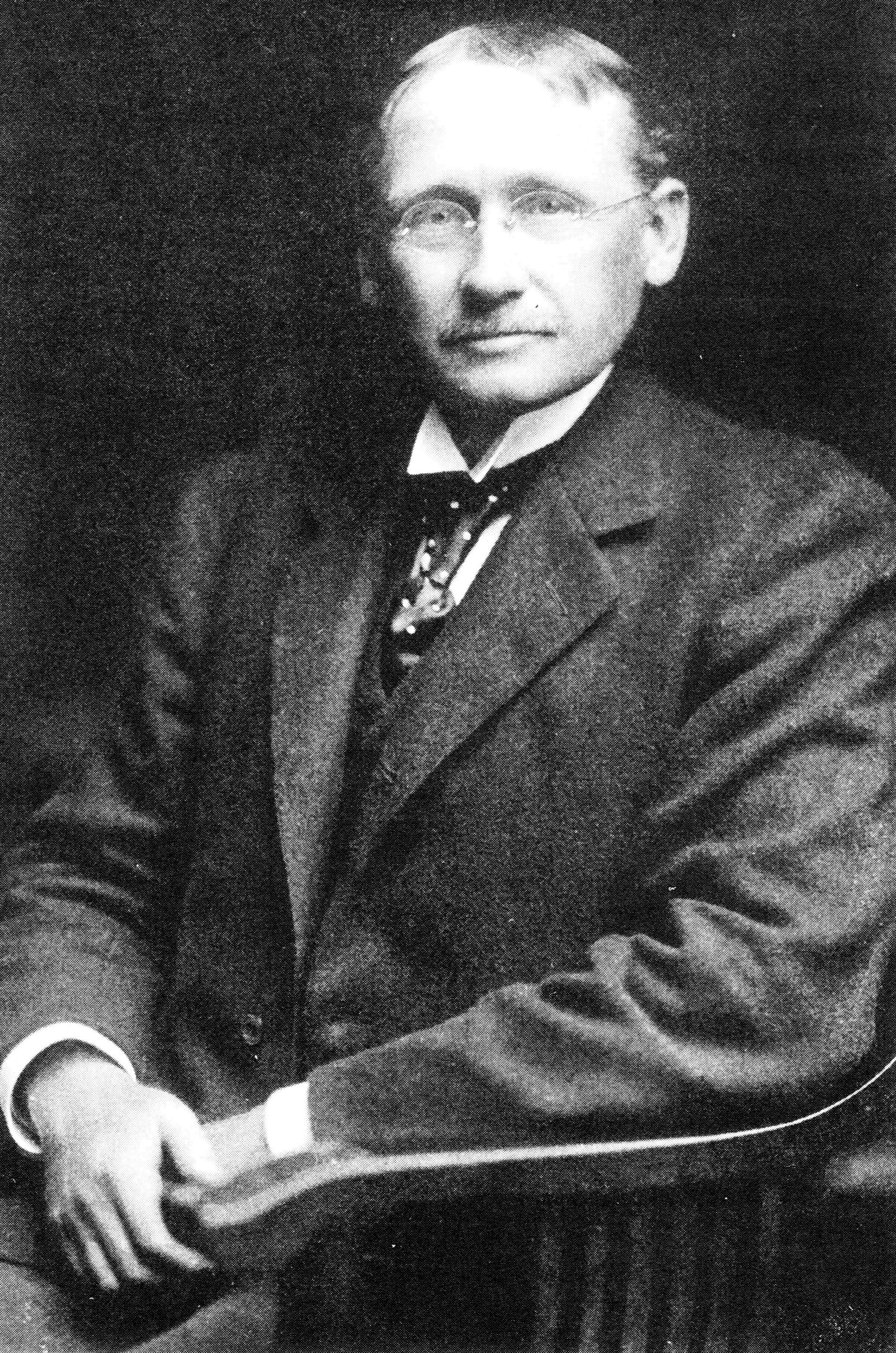
Frederick Taylor 1856-1915

Taylorismo ou Administração científica é o modelo de administração desenvolvido pelo engenheiro norte-americano Frederick Taylor (1856-1915), considerado o pai da administração científica e um dos primeiros sistematizadores da disciplina científica da administração de empresas. O taylorismo caracteriza-se pela ênfase nas tarefas, objetivando o aumento da eficiência ao nível operacional. É considerado uma das vertentes na perspectiva administrativa clássica. Suas ideias começaram a ser divulgadas no século XX. Além de Taylor, a administração científica também tem entre seus fundadores Carl Barth, o casal Frank e Lillian Gilbreth, Harrington Emerson, Henry Gantt e Hugo Münsterberg; por analogia, Henry Ford costuma ser tido como um dos criadores deste modelo de administração, pelas medidas práticas ligadas a concepção teórica semelhante à de Taylor, que ele adotou em suas fábricas.
Talvez o fato mais marcante da vida de Taylor seja a publicação, em 1911, de Princípios de Administração Científica. Com esse livro, Taylor propõe que administrar uma empresa deve ser tido como uma ciência. A ideia principal do livro é a racionalização do trabalho, que envolve a divisão de funções dos trabalhadores; com isso Taylor critica fortemente a Administração por incentivo e iniciativa, que acontece quando um trabalhador por iniciativa própria sugere ao patrão ideias que possam dar lucro à empresa, incentivando seu superior a dar-lhe uma recompensa ou uma gratificação pelo esforço demonstrado; isso é criticado por Taylor, pois, uma vez que se recompensa um subordinado por suas ideias ou atos, torna-se dependente deles.
Taylor concentra seu argumento na eficiência do trabalho, que envolve fazer as tarefas de modo mais inteligente e com a máxima economia de esforço. Para isso era preciso selecionar corretamente o operário, e treiná-lo na função específica que iria desenvolver. Também propunha melhores salários (o que foi aceito por Ford, entre outros) para os operários, com a concomitante diminuição dos custos unitários de produção, o que idealmente levaria prosperidade a patrões e empregados.

## Visão geral
O surgimento da Administração Científica está diretamente ligado ao contexto norte-americano da virada do século XX. Com o fim da Guerra da Secessão, a indústria expandiu-se aceleradamente, o que gerou preocupações também com o aumento da eficiência nos processos de produção. Este aumento na eficiência seria conseguido, de acordo com os proponentes da Administração Científica, com a racionalização do trabalho.
Os pilares da chamada escola de Administração Científica foram estabelecidos por Frederick Taylor. Taylor começou sua carreira como operador de máquina na Midvale Steel, uma indústria da Filadélfia, e ali fez carreira até o posto de engenheiro. Graças à sua experiência na linha de produção, Taylor passou a dedicar-se a estabelecer rigorosa observação das habilidades e métodos usados pelos operários na Midvale. Esta observação era informada por critérios tidos por científicos, ao contrário da prática administrativa até então usual pouco fazia uso da pesquisa metódica, fiando-se mais no senso comum.
Dois livros de Taylor deste período trazem os primeiros esboços de seu modelo administrativo: A Piece Rate System (Um sistema de preço por peça, 1895) e Shop management (Administração de Oficinas, 1903, apresentado à Sociedade dos Engenheiros Mecânicos dos Estados Unidos). Posteriormente, este modelo aparece mais bem sistematizado em Principles of Scientific Administration (Princípios da Administração Científica, 1911). Segundo Idalberto Chiavenato, enquanto "Taylor preocupava-se mais com a filosofia – com a essência do sistema – que exige uma revolução mental tanto de parte da direção como da parte dos operários a tendência de seus seguidores foi uma preocupação maior com o mecanismo e com as técnicas do que com a filosofia da Administração Científica".

## Princípios fundamentais
Há uma série de princípios enunciados por Taylor, no que concerne à administração. Eles são entendidos como máximas pelas quais a organização deve se orientar para melhorar sua eficiência, a partir de critérios supostamente científicos.
Em seu Principles of Scientific Management, Taylor enuncia cinco princípios:
- substituir os métodos empíricos e improvisados (rule-of-thumb method)  por métodos científicos e testados (planejamento)
- selecionar os trabalhadores para suas melhores aptidões e treiná-los para cada cargo (seleção ou preparo)
- supervisionar se o trabalho está sendo executado como foi estabelecido (controle)
- disciplinar o trabalho (execução)
- trabalhador fazendo somente uma etapa do processo de montagem do produto (singularização das funções)

Taylor e outros teóricos da Administração científica adicionaram mais princípios, porém estes seguem como fundamentais e orientadores. Críticos apontam que estes métodos incorporam uma ideologia capitalista de redução do saber operário ao cumprimento de ordens, e seu enunciado como científico faz uma identificação exagerada destas opções administrativas com uma neutralidade (usualmente emprestada à Ciência). Mais grave, os estudos carecem de comprovação científica segundo um método aceito: fundam-se mais em conjecturas a partir de casos isolados e em evidências concretas, não em abstração.

## Metodologia taylorista de estudo
Desta forma ele buscava ter um maior rendimento do serviço do operariado da época, o qual era desqualificado e tratado com desleixo pelas empresas. O estudo de "tempos e movimentos" mostrou que um "exército" industrial desqualificado significava baixa produtividade e lucros decrescentes, forçando as empresas a contratarem mais operários.
Taylor tinha o objetivo de acelerar o processo produtivo, ou seja, produzir mais em menos tempo, e com qualidade.
Para Taylor:
- à gerência caberia: afixar trabalhadores numa jornada de trabalho controlada, supervisionada, sem interrupções, a seu controle, podendo o trabalhador só parar para descansar, quando for permitido, com particularização de cada movimento;
- a gerência não podia deixar o controle do processo de trabalho nas mãos dos trabalhadores. Como os trabalhadores conheciam mais a função do que o gerente, este deveria aprender os métodos de trabalho com aqueles para então cobrar dos seus operários;
- o ritmo lento de trabalho e a vadiação eram inimigas da produção;
- o processo de trabalho não devia estar nas mãos dos trabalhadores, que de fato estava por meio do trabalho combinado. Sua grande descoberta foram os conhecimentos da produção de processo combinado. Contudo, o processo e as decisões deveriam passar pela gerência e não pelo trabalhador;
- com o conhecimento da produção, a gerência poderia estabelecer os tempos necessários. Assim, fixou a distribuição do tempo de trabalho.

Taylor não estava interessado no avanço tecnológico, mas preocupado em controlar o trabalho a qualquer nível de tecnologia.
- Fez pesquisa para analisar como o trabalhador poderia produzir mais num ritmo de trabalho controlado;
- Também acreditava que o trabalhador devia apenas aprender a executar uma função, não podia perder tempo analisando o trabalho, visto que ele não tinha nem tempo, nem dinheiro para isso. Essa responsabilidade então deveria caber à gerência.

## Organização racional do trabalho
Objetivava a isenção de movimentos inúteis, para que o operário executasse de forma mais simples e rápida a sua função, estabelecendo um tempo médio, a fim de que as atividades fossem feitas em um tempo menor e com qualidade, aumentando a produção de forma eficiente.
- Estudo da fadiga humana: a fadiga predispõe o trabalhador à diminuição da produtividade e perda de qualidade, acidentes, doenças e aumento da rotatividade de pessoal;
- Divisão do trabalho e especialização do operário;
- Análise do trabalho e estudo dos tempos e movimentos: cada um se especializaria e desenvolveria as atividades em que mais tivessem aptidões;
- Desenho de cargos e tarefas: desenhar cargos é especificar o conteúdo de tarefas de uma função, como executar e as relações com os demais cargos existentes;
- Incentivos salariais e prêmios por produtividade;
- Condições de trabalho: o conforto do operário e o ambiente físico ganham valor, não porque as pessoas merecessem, mas porque são essenciais para o ganho de produtividade;
- Padronização: aplicação de métodos científicos para obter a uniformidade e reduzir os custos;
- Supervisão funcional: os operários são supervisionados por vários supervisores especializados, e não por uma autoridade centralizada;
- Homem econômico: o homem é motivável por recompensas salariais, econômicas e materiais.

A empresa era vista como um sistema fechado, isto é, os indivíduos não recebiam influências externas. O sistema fechado é mecânico, previsível e determinístico. Porém, a empresa é um sistema que movimenta-se conforme as condições internas e externas, portanto, um sistema aberto e dialético.
Em 1918, uma organização de pesquisa chamada "Academia de Trabalho Masaryk" (Masaryk Academy of Labour) foi fundada em Praga para estudar essa questão.

## Benefícios do método de Taylor
Benefícios para os trabalhadores no método de Taylor:
1. Os salários chegaram a atingir, em alguns casos, o dobro do que eram antes;
2. Os funcionários passaram a se sentir mais valorizados e isso fez com que exercessem seus ofícios com mais prazer.  Sentiam-se mais acolhidos pela empresa;
3. A jornada de trabalho foi reduzida consideravelmente;
4. Vantagens, como dias de descanso remunerados lhes foram concedidos.

Benefícios para os empregadores no método de Taylor:
1. Produtos com qualidade superior aos anteriores;
2. Ambiente de trabalho agradável tanto para o "chão de fábrica" quanto para a diretoria, evitando assim distúrbios e conflitos que podem gerar situações negativas dentro da empresa (greves e desestimulo, por exemplo);
3. Redução de custos extraordinários dentro do processo produtivo, como a eliminação de inspeções e gastos desnecessários.

## Outros integrantes do movimento da administração científica
- Frank Bunker Gilbreth e Lillian Moller Gilbreth: O casal Frank e Lillian Gilbreth focaram seus estudos no chamado "estudo dos movimentos". Frank tinha preocupações muito semelhantes às de Taylor, exceto que Taylor era interessado em engenharia e em problemas com o tempo dos funcionários e Frank em construção e com os movimentos dos operários. Nota-se a influência de Taylor no livro "Estudo de movimentos" onde Gilbreth menciona o desperdício de terra por meio da erosão, mas diz que isso não é nada, se comparado com o desperdício de produtividade humana. Para resolver esse problema, Gilbreth propunha o estudo sistemático e a racionalização dos movimentos necessários para a execução das tarefas. Ele dedicou atenção especial para a fadiga, onde foi auxiliado por sua mulher Lillian, especialista em psicologia. O casal publicou diversos estudos sobre os movimentos e a introdução de aprimoramentos nos métodos de trabalho para minimização da fadiga.
- Henry Gantt: Formado em engenharia, Gantt era assistente de Taylor. Dentre suas principais realizações, destacam-se seus estudos sobre resistência à mudança e normas grupais (fatores que interferiam na produtividade), mutualismo como caminho para a prosperidade econômica e, sua principal realização, o controle gráfico diário da produção (gráfico de Gantt), que era um método gráfico para acompanhar fluxos produtivos e se tornou a mais importante técnica de planejamento e controle de projetos.
- Hugo Münsterberg: Doutor em Psicologia, Munsterberg fez contribuições substanciais para quase todos os campos da Psicologia. Defendia ferozmente a utilização da Psicologia em situações práticas e, em 1910, começou a realizar pesquisas visando a aplicação da psicologia à indústria. As ideias de Munsterberg se assemelhavam as de Taylor quanto a capacitação dos mais aptos ao trabalho. Além disso, ele pregava que o papel dos psicólogos na indústria deveria ser para definir condições psicológicas mais favoráveis ao aumento da produção e produzir as influências desejadas, na mente humana, do interesse da administração. Munsterberg foi um dos primeiros estudiosos a desenvolver testes de seleção de pessoal para empresas.

## Exemplos
- Nos anos 50 os japoneses retomaram as ideias de Taylor para renovar sua indústria e criaram o conceito de kaizen, uma aplicação do taylorismo. Os resultados alcançados com a aplicação dessa técnica, bem como a  subsequente popularidade da guerra ao desperdício, fariam os princípios da administração científica continuar desfrutando de grande interesse na virada do milênio.
- A Primeira Guerra Mundial deu aos americanos oportunidades de aplicar em larga escala e mostrar aos europeus novos padrões de eficiência de operação militar. Os franceses ficaram profundamente impressionados com a velocidade das tropas americanas na construção de cais, estradas e linhas de comunicação.
- As empresas automobilísticas também são um exemplo possível para o taylorismo, afinal é impossível imaginar uma empresa de produção automobilística sem divisões de tarefas para cada funcionário, linha de montagem, prêmios para aqueles que conseguem atingir uma determinada meta na produção.
- Algumas empresas treinam seu pessoal na própria empresa ou financiam treinamentos, mestrado, MBA, dentre outros para seus colaboradores, proporcionando condições para que estes colaboradores treinados continuem nas referidas empresas após a formação, explicitando o princípio da preparação dos trabalhadores. Geralmente são as grandes companhias que realizam esse tipo de ação, basicamente pelo fato dos custos serem altos.
- O princípio do controle é notado em diversas empresas de foco comercial e em diversas fábricas, onde é visível a presença de supervisores e "superiores" em geral vistoriando os trabalhadores em suas tarefas.
- O princípio da execução, que basicamente pode ser resumido na atribuição de responsabilidades visando uma execução do trabalho mais disciplinado possível, pode ser visto atualmente em quase todas as empresas departamentalizadas, já que isso é uma forma de atribuição de responsabilidades distintas visando a melhor execução do trabalho.

## Críticas ao modelo
O modelo da administração científica, mesmo apresentando vantagens, possui problemas. Primeiramente, o modelo ignora as necessidades dos trabalhadores, além do contexto social, gerando conflitos e choques, às vezes violentos, entre administradores e trabalhadores. Como consequência, os trabalhadores se sentem explorados, pois percebem que esse tipo de administração é uma técnica para fazer o operário trabalhar mais e ganhar relativamente menos.
Outra crítica ao modelo é a de que ele transformou o homem em uma máquina. O operário passou a ser tratado como uma engrenagem do sistema produtivo, passivo e desencorajado a tomar iniciativas, já que os gerentes não ouvem as ideias dos funcionários subalternos, uma vez que estes são considerados desinformados.
Além disso, o modelo trata os indivíduos como um só grupo, não reconhecendo a variação entre eles, gerando descontentamento por parte dos trabalhadores. Essa padronização do trabalho é mais uma intensificação deste do que uma forma de racionalizá-lo.